# Khwaja Umari (distrikt)
Khwaja Umari är ett distrikt i Afghanistan. Det ligger i provinsen Ghazni, i den centrala delen av landet, 120 kilometer sydväst om huvudstaden Kabul.
Distriktet beräknades år 2022 ha cirka 22 000 invånare.